# Тараскин, Анатолий Сергеевич
Анато́лий Серге́евич Тара́скин (15 марта 1933 — 7 июля 2003) — советский и российский писатель и редактор, сценарист.
Заслуженный работник культуры РСФСР (1978).

## Биография
В 1956 году окончил МГПИ им. В. И. Ленина (ныне Московский педагогический государственный университет). С 1952 по 1962 годы преподавал в средних школах. С 1966 года был редактором, а с 1985 по 2003 года — художественный руководитель сатирического киножурнала «Фитиль». Известен как сценарист мультфильмов, в том числе для Витольда Бордзиловского.
Использовал также псевдонимы Ф. Двойников (вместе с Ю.М. Рихтером) и Я. Анин.
Стал прототипом кота Матроскина из повести Э. Успенского «Дядя Фёдор, пёс и кот».

## Фильмография
- Есть ли жизнь на Марсе? (Фитиль, № 80, 1969)
- Себе дороже (Фитиль, № 105, 1971)
- Утёнок, который не умел играть в футбол (мультфильм) — сценарист (1972)
- Опасно для жизни (Фитиль, № 174, 1977)
- Как утёнок-музыкант стал футболистом (мультфильм) — сценарист (1978)
- Волшебное лекарство (мультфильм) — сценарист (1982)
- Микрофильмы — сценарист (1982)